# Fu-ping
Systém fu-ping (čínsky pchin-jinem fǔbīng zhì, znaky 府兵制) byl systém organizace vojsk v Číně v 6. až 8. století, vzniklý v říši Západní Wej a využívaný v následujících státech – Severní Čou, Suej a Tchang.
Spočíval v síti vojenských velitelství (fu), kterým podléhaly skupiny rolníků povinných vojenskou službou. Tito rolníci-vojáci (ping) obdělávali půdu, přidělovanou v systému stejných polí, opatřovali si výzbroj a výstroj a cvičili se v boji, přičemž střídavě krátkodobě sloužili v posádce hlavního města. V případě války mohli být mobilizováni do armády. Mimo službu žili z výnosů své půdy, vláda proto s nimi neměla velké výdaje.
Systém fu-ping byl přiměřený pro službu vojáků v hlavním městě v mírových časech a pro krátkodobá tažení. V dlouhodobých válkách odváděl muže od obdělávání polí. Proto byl koncem 7. a v průběhu 8. století postupně opouštěn a nahrazován plně profesionální žoldnéřskou armádou.
Systém fu-ping vzdáleně navazoval na chanské a wejské vojenské kolonie tchun-tchien. Jeho obdobou byl pozdější mingský systém vojenských rolníků wej-suo.

## V říších Západní Wej a Severní Čou
| Stát Severní Wej kontrolující severní Čínu se v letech 534–535 rozpadl na východní a západní část. Severovýchod Číny pak ovládala říše Východní Wej, roku 550 nahrazená státem Severní Čchi. Severozápad kontroloval stát Západní Wej, roku 557 nahrazený státem Severní Čou, který roku 577 sjednotil severní Čínu. O čtyři roky později se vlády nad severem Číny chopil Jang Ťien, první císař říše Suej. |
| |

Systém vojenské služby fu-ping, doslova vojáci (ping) velitelství (fu), vznikl v říši Západní Wej, která ve druhé třetině 6. století ovládala severozápadní Čínu. Ve 40. letech 6. století, po ztrátě většiny armády v neúspěšné válce se státem Východní Wej, začal generál Jü-wen Tchaj, stojící v čele západowejské vlády, budovat nové vojsko v systému fu-ping. Tito „vojáci velitelství“ zřejmě sloužili v tzv. 24 armádách Západní Wej.
Čínští vojáci fu-ping – zřejmě však nikoliv sienpejští – se měli živit zemědělstvím. Obdělávali pozemky přidělované jim státem k užívání v systému stejných polí, přičemž jedna rodina vysílala jednoho vojáka k roční službě a pět dalších rodin ho zásobilo potravinami, zbraněmi, oděvem a koněm. V rámci skupiny šesti rodin se vojáci po roce střídali. Systém vzdáleně navazoval na vojenské kolonie tchun-tchien zakládané Cchao Cchaoem na přelomu 2. a 3. století.
Zavedení systému fu-ping umožnilo růst početních stavů západowejské armády, skládající se pak většinou z pěších vojáků-rolníků. Říše Severní Čou, která roku 577 nahradila stát Západní Wej, disponovala 200 tisíci vojáky fu-ping. Asi od poloviny 70. let 6. století začali vojáci fu-ping sloužit na rotačním principu v posádce hlavního města, Čchang-anu.
Z vojáků fu-ping se časem vyvinula dědičná vojenská kasta (ťün-žen, 軍人, vojáci), přičemž přešli z civilní evidence ministerstva daní do registrů ministerstva vojenství. Získali tím čestnější a vyšší postavení než obyčejní rolníci.

## V říši Suej
Za Suejů byli vojáci a jejich domácnosti registrování ve vojenském resortu a kvůli válkám za sjednocení přesouváni z místa na místo dle momentálních vojenských potřeb. Po sjednocení Číny a ukončení válek mohli být – od roku 590 – usazeni a zaregistrováni civilními úřady, přičemž dostali půdu v systému stejných polí. Přitom zůstali povinni vojenskou službou, jako vojáci (ping) byli připsáni ke svým velitelstvím (fu). Prakticky byl systém fu-ping sloučen se systémem stejných polí, když na jedné straně demobilizovaní vojáci dostali příděly v systému stejných polí, a na druhé straně byli vybraní muži-daňoví poplatníci zapsáni mezi povinné vojenskou službou.
Vojáci fu-ping byli zřejmě organizováni v plucích tchuan o 1000 mužích, které se dělily na roty tuej o 100 mužích. V čele velitelství fu, plným názvem pchiao-ťi fu (velitelství kavalerie), stál obvykle generál kavalerie (pchiao-ťi ťiang-ťün) a jeho zástupce, generál vozby a kavalerie (čche-ťi ťiang-ťün). Každé velitelství řídilo pluk o 800–1200 vojácích. Velitelství byla zpravidla podřízena oblastním velitelům cung kuan, některá podléhala velení posádky metropole. Ta se skládala z 12 posádkových velitelství š’-er fu, přičemž vojáci fu-ping se střídali ve službě v některém z těchto velitelství. Časté střídání vojáků mimo jiné oslabovalo jejich vztahy s generály velícími posádce hlavního města.
Roku 605 bylo zrušeno všech 39 oblastních velitelství. Zrušeny byly i úřady čtyř velkých oblastních velitelů (ta cung kuan). Velitelství pchiao-ťi fu byla poté podřízena těm plukům metropole, kterým dodávala vojáky. Za císaře Jang-tiho (vládl 604–618) byla roku 607 velitelství pchiao-ťi fu přejmenována na jing-jang fu, jejich velitelé a zástupci na jing-jang lang-ťiang a jing-jang fu lang-ťiang. rozšířen jejich počet a zřizována nová i na východě a jihu říše, kde dosud prakticky neexistovala. Celkově bylo kolem roku 610 v systému fu-ping registrováno asi 600 tisíc vojáků. Reorganizována byla i posádka hlavního města. Ve dvanácti plucích sloužili vojáci fu-ping, a tyto s dalšími čtyřmi elitními pluky (wej) císařské tělesné stráže (levý a pravý pluk) a palácové stráže (také dva) tvořily šestnáct posádkových velitelství metropole.

## V říši Tchang
V prvním století existence tchangské říše byli vojáci fu-ping jádrem armády. Během přechodu Suej–Tchang se suejský systém fu-ping rozpadl, nicméně tchangská vláda ho od roku 619 začala organizovat znovu, zprvu v metropolitní oblasti (Kuan-čungu), později celé říši. Pluky velitelství fu měly cca 800 mužů. Po různých změnách názvů byla velitelství od roku 636 nazývána če-čchung fu a jejich velitelé če-čchung tu-wej. Každé velitelství bylo přiděleno k jednomu z dvanácti pluků posádky metropole a vojáci velitelství se střídali v jednoměsíční službě u příslušného pluku v metropoli. Přitom vojáci z jednotek umístěných do 500 li (cca 280 km) od metropole sloužili vždy jeden měsíc z pěti, z jednotek sídlících ve vzdálenosti 500–1000 li jeden měsíc ze sedmi (kvůli delší cestě tam a zpět) atd. Včetně cesty do metropole a zpět trvala služba 72–75 dní ročně. V hlavním městě sloužilo vždy cca 50 tisíc vojáků. Příležitostně mohli být vojáci fu-ping posláni i na hranice.
Mimo službu se vojáci fu-ping živili zemědělstvím, přičemž byli částečně osvobozeni od daní a roboty cu-jung-tiao, naopak si museli zaopatřovat většinu výzbroje a výstroje. Sloužili od 21 do 60 let věku, do seznamu vojáků byli noví zapisováni jednou za tři roky podle svého bohatství, síly a počtu mužů v domácnosti, tak aby pro ně byla služba únosná. Prvním kritériem přitom bylo bohatství rodiny, z bohatých mužů byli vybíráni silní a z nich měli přednost kandidáti pocházející z rodin s více muži. V prvních dvou třetinách 7. století byla kritéria vesměs dodržována. Nicméně v regionech, kde bylo hodně velitelství, jako v Kuan-čungu, byly vybírání i muži z chudých rodin. Obecně služba povyšovala sociální status a dávala šance na vzestup v případě vyznamenání a služebního postupu. Koncem 7. století, kdy stálé války vedly k větším nárokům na systém, se větší potřeba vojáků střetla s rozšířeným vyhýbáním se službě. Zapisování mužů chudších, slabých a jediných v domácnosti se pak stalo obecnějším jevem.
Fu-ping nebyla nekvalifikovaná domobrana, ale vojáci, kteří celoživotně pravidelně cvičili a sloužili. Očekávalo se, že budou denně trénovat boj se zbraní, lukostřelbu a podobně. Přes zimu společně nacvičovali boj v útvaru a při lovech vzájemnou spolupráci. V 7. století byli efektivními vojáky.
Velitelství fu-ping podléhal pluk, který se dělil na 3-5 praporů tchuan o 200 mužích, ty každý na dvě roty lü o 100 mužích, ty na dvě čety tuej po 50 mužích a ty na družstva chuo o 10 mužích. Četa tuej byla základní a nejmenší jednotkou bitevní sestavy.
K roku 636 existovalo 353 velitelství fu, začátkem 8. století už 633 s celkem cca 600 tisíci vojáky. Z velitelství existujících roku 636 se jich nejméně 261 nacházelo v Kuan-čungu. Většina ostatních ležela v Che-tungu a kolem Luo-jangu. Ve výsledku v militarizovaných krajích sloužil téměř každý dospělý muž, zatímco ve dvou třetinách krajů říše žádné velitelství fu-ping nebylo. Jednotky byly soustředěny v původním tchangském (resp. suejském/severočouském/západowejském) území, zřejmě protože tchangská elita z Che-tungu a Kuan-čungu nevěřila lidem z východu a jihu.
Mechanismus rotace vojáků zajišťoval, že nevzniknou pevné vztahy mezi generály a vojáky. Místní vůdci zase neměli možnost mobilizovat pluky fu-ping (ani třeba jen část vojáků) bez souhlasu centra. Vláda tak bránila zneužití vojsk k ozbrojenému převratu nebo povstání.
Armády pro válku byly sestavovány případ od případu z vojáků mobilizovaných ve velitelstvích fu-ping a různých jiných oddílů a postaveny pod velení ad hoc jmenovaných velitelství vybíraných z velení metropolitních pluků metropole. Mobilizace vojáků fu-ping ve větším počtu oslabovala posádku metropole (protože narušovala mechanismus rotace), proto byly armády doplňovány odvedenci ping-mu nabíraných z krajů, kde nebyly pluky fu-ping, a pomocnými sbory z Turkitů a jiných kočovníků, kteří sloužili pod svými náčelníky a samostatně se zásobovali. V bojích s kočovníky tvořily tyto pomocné sbory velkou část, někdy i většinu, tchangských armád. Odvedenci ping-mu byli z obyvatelstva vybíráni podle stejných kritérií jako vojáci fu-ping, to jest přednostně z bohatých rodin, a v nich dle síly a počtu mužů v rodině.
Během prvního století tchangské vlády systém fu-ping postupně oslaboval až zanikl. Podobně jako systém stejných polí předpokládal relativní uniformitu společnosti, s rozvojem ekonomiky mizelo místo pro stejná pole, a trvalé konflikty na hranicích říše byly přílišnou zátěží pro vojáky fu-ping.
Pro dlouhodobé války v Koreji a s Tibetem od 60. let 7. století byly krátkodobé armády sestavované v systému fu-ping nedostačující. Od 70. let 7. století proto vojáci fu-ping sloužili v pohraničních posádkách po dobu 2–3 let. Dlouhá služba kladla velké nároky na systém, v letech 685–688 byl proto počet velitelství fu-ping výrazně zvýšen při růstu počtu vojáků ve velitelství z 600–1000 na 800–1200. Nová velitelství fu-ping vznikla zejména při severních hranicích, kde jejich členové vykonávali službu místo v metropoli. Nicméně přes organizační změny byla zátěž na vojáky značná a koncem 7. století se už vyhýbali svým povinnostem. Navíc se rozkládal i systém stejných polí, když v Kuan-čungu nebyl dostatek půdy.
Pohraniční armády založené na rotaci vojáků se ukázaly být neefektivní, neustálé příchody a odchody vojáků a střídání zkušených vojáků s nováčky přinášely mnoho obtíží. Vláda to od druhého desetiletí 8. století řešila najímáním vojáků v dlouhodobých kontraktech, čemuž nahrávalo přelidnění pociťované v říši, nedostatek půdy a z toho plynoucí růst počtu potulných bezzemků, ze kterých se vojáci verbovali. Od roku 738 již byli vojáci fu-ping posíláni na hranice jen v omezeném počtu a posádky fu byly vládou Li Lin-fua nahrazeny profesionálními pohraničními armádami pod velením vojenských komisařů ťie-tu-š’.
Důsledkem zániku systému fu-ping byl pokles bojeschopnosti posádky metropole, když si kvalitu zachovaly jen malé jednotky císařské gardy, zatímco muži zařazení mezi vojáky posádky byli mnohdy jen příbuzní úředníků, obchodníci a boháči, kteří si tak opatřovali daňové výhody a osvobození od roboty.